# Ritirata di Cornwallis
La ritirata di Cornwallis fu un combattimento navale minore avvenuto nel corso delle Guerre rivoluzionarie francesi nel quale uno squadrone della Royal Navy composto da cinque navi di linea e due fregate venne attaccato da una grande flotta francese di 12 navi di linea e 11 fregate. L'azione ebbe luogo nelle acque al largo della costa occidentale della Bretagna tra il 16 ed il 17 giugno 1795 (28–29 pratile dell'anno III second il calendario rivoluzionario francese).
Uno squadrone inglese al comando del viceammiraglio William Cornwallis era divenuto operativo al largo della Bretagna dal 7 giugno 1795; nelle settimane successive questo attaccò un convoglio mercantile francese e catturò diverse navi. In risposta, il viceammiraglio Villaret de Joyeuse guidò il grosso della flotta francese fuori dal porto ed attaccò gli inglesi, che vennero individuati il 16 giugno. Pesantemente superato di numero, Cornwallis decise di ritirarsi alla vista dei francesi e tentò di fuggire in mare aperto con la flotta francese alle calcagna. Dopo un giorno intero di caccia lo squadrone inglese perse di velocità ed i francesi si avvicinarono la mattina del 17 giugno. Non intenzionato ad abbandonare la sua retroguardia, Cornwallis contrattaccò col resto del suo squadrone. Si sviluppò un fiero combattimento che culminò nell'azione in cui Cornwallis si frappose con la sua ammiraglia, la HMS Royal Sovereign tra le forze inglesi e quelle francesi.
La determinata resistenza di Cornwallis, ed i segnali da lui inviati ad un gruppo di navi sconosciute a distanza, portarono Villaret de Joyeuse a credere che si stesse avvicinando il grosso della Flotta della Manica. Villaret a quel punto abbandonò la battaglia la sera del 17 giugno ed ordinò alle sue navi di ritirarsi. Questo permise a Cornwallis di fuggire; tornò al porto di Plymouth col suo squadrone intatto. Villaret si ritirò all'ancoraggio di Belle Île, nei pressi della base navale di Brest. Qui la flotta francese venne scoperta dal grosso della flotta della Manica inglese il 22 giugno e sconfitta nella Battaglia di Groix, perdendo tre navi di linea. Villaret venne criticato dai suoi contemporanei per essersi fatto ingannare da Cornwallis, mentre l'ammiraglio inglese venne lodato per la sua arguzia e per l'ardore mostrato di fronte al nemico in aperta superiorità numerica. La battaglia è considerata dagli storici inglesi uno dei più fulgidi esempi di "coraggio unito alla freddezza della storia navale [britannica]".

## Antefatto
Dalla tarda primavera del 1795, Gran Bretagna e Francia erano in guerra ormai da due anni, con la Royal Navy del Canale della Manica, nota come "Squadrone occidentale" che aveva dimostrato una notevole superiorità personale nella campagna per la dominazione della Baia di Biscaglia. Gli inglesi, dapprima guidati da Lord Howe e poi da Lord Bridport salparono dalle loro basi di Plymouth, Portsmouth e Torbay, mantenendo dei blocchi a distanza con i francesi nelle loro basi nell'Atlantico, in particolar modo a Brest in Bretagna. Il grosso della flotta francese del resto aveva subito una serie di pesanti sconfitte nei due anni precedenti, in particolare nella battaglia del Glorioso Primo di Giugno del 1794 dove vennero perse sette navi di linea, come pure nella campagna dell'inverno del 1794–1795 dove cinque navi erano colate a picco uscendo dalla Baia di Biscaglia.
I danni alla flotta transatlantica francese richiesero due mesi di riparazioni e non furono in grado di rimettersi in mare sino al giugno del 1795. Uno squadrone di minore entità, composto da tre navi di linea e da un certo numero di fregate al comando del contrammiraglio Jean Gaspard de Vence, lasciò il porto di Bordeaux per scortare un convoglio navale verso la costa di Brest. La flotta inglese del Canale della Manica si era portata a Torbay nel febbraio di quello stesso anno per rispondere alla campagna militare invernale dei francesi e poi si era ritirata a Spithead, da dove lo squadrone di cinque navi di linea e due fregate era stato inviato il 30 maggio nei pressi di Brest per controllare la flotta francese. La forza era composta dalla nave di linea HMS Royal Sovereign (100 cannoni), dalla HMS Mars (74 cannoni), dalla HMS Triumph, dalla HMS Brunswick e dalla HMS Bellerophon, dalle fregate HMS Phaeton e HMS Pallas oltre che dal piccolo bricco-sloop HMS Kingfisher, tutte sotto il comando del viceammiraglio William Cornwallis a bordo della Royal Sovereign. Cornwallis era un ufficiale di marina di grande esperienza che era al servizio della Royal Navy dal 1755 ed aveva combattuto la Guerra dei Sette anni e la Guerra d'indipendenza americana, prendendo parte a vittorie significative contro i francesi come nel caso della Battaglia di Quiberon Bay nel 1759 e della Battaglia delle Saintes nel 1782.

## Operazioni al largo di Belle Île
Cornwallis guidò il suo squadrone a sudovest, girando attorno ad Ushant la notte del 7–8 giugno e portandosi poio a sud verso la costa bretone a Penmarck. Alle 10:30 di quella mattina, il capitano Sir Erasmus Gower a bordo della Triumph segnalò l'avvistamento di sei imbarcazioni a nordest. Cornwallis mosse il proprio squadrone ad investigare e scoprì un piccolo squadrone al comando di Vence al comando di un grande convoglio mercantile. Vence inizialmente proseguì il proprio viaggio senza problemi pensando che le navi di Cornwallis fossero francesi. Quando capì il proprio errore alle 12:00, ordinò alle sue navi di salpare verso il porto sicuro sull'isola fortificata di Belle Île. Lo squadrone di Vence procedette velocemente, ma Cornwallis inviò le sue navi più veloce, la Phaeton, la Kingfisher e la Triumph a tentare di catturare le navi nemiche, mentre la Brunswick, seguiva poco dietro. Le navi inglesi furono in grado di sparare alle forze di Vence sebbene a distanza, ed attaccarono gli ultimi mercantili del convoglio, costringendo così i francesi ad abbandonare una nave pur di non entrare in conflitto diretto con gli inglesi. Di conseguenza tutte le navi da guerra francesi e tutti i mercantili eccetto otto degli originari, ancorarono in sicurezza a Belle Île. La Triumph e la Phaeton avanzarono verso le navi ancorate, ma subirono il fuoco pesante delle batterie del forte locale ed evitarono di porre ulteriormente a rischio le loro navi. La Phaeton perse nell'azione un uomo ed ebbe sette feriti.
A bordo delle otto navi catturate ai francesi vi era vino e brandy e Cornwallis decise pertanto di ritirarsi presso il porto di Palais Road, non lontano da Belle Île, dove lo squadrone rimase sino al 9 giugno. La sera Cornwallis colse l'occasione di una leggera brezza di vento per salpare con le sue navi fuori dalla Baia di Biscaglia, raggiungendo le Isole Scilly l'11 giugno ed inviando la Kingfisher verso Spithead con le navi catturate. Cornwallis ordinò quindi allo squadrone di riportarsi a Brest nella speranza di incontrare Vence in circostanze più favorevoli. A Brest, erano giunti dei messaggi per avvisare Vence del tentativo di blocco a Belle Île. Molti ufficiali francesi, tra cui il viceammiraglio Kerguelen, avevano evidenziato come l'ancoraggio di Belle Île non avrebbe mai potuto essere sottoposto a blocco navale in quanto posizionato in un punto di mare troppo aperto e per di più vicino al più grande porto di Lorient e pertanto non era necessario inviare delle forze sul posto. I messaggi vennero ignorati ed il viceammiraglio Villaret de Joyeuse salpò da Brest il 12 giugno con le navi che erano ancorate a Brest. La flotta di Villaret era composta di nove navi di linea, nove fregate e quattro corvette.
Il 15 giugno, la flotta francese incontrò lo squadrone di Vence salpando dall'isola di Groix presso Lorient. Portandosi a nord, la flotta francese si trovava al largo di Punta Penmarck alle 10:30 il 16 giugno. Lo squadrone di Cornwallis, di ritorno da Belle Île alla ricerca di Vence, si trovò nel medesimo punto. Villaret, trovandosi numericamente in vantaggio, ordinò alla sua flotta di salpare contro le forze inglesi mentre Cornwallis, anticipando il convoglio mercantile di Vence e non cogliendo il pericolo in cui si stava trovando, inviò la Phaeton ad investigare le navi avvistate all'orizzonte.

## La ritirata

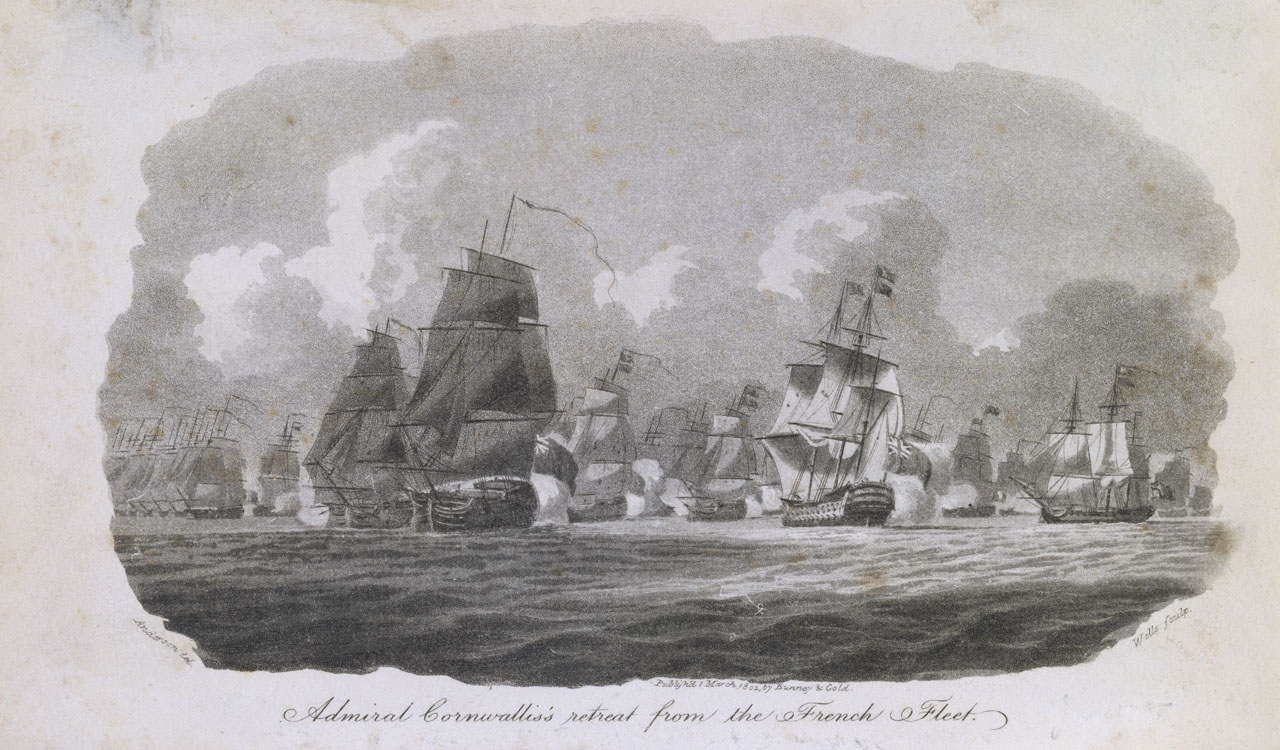
La ritirata dell'ammiraglio Cornwallis dalla flotta francese, 1802, National Maritime Museum

Il capitano Robert Stopford a bordo della Phaeton segnalò a Cornwallis che la flotta francese era composta da un totale di 30 vascelli, ma non si riunì alle forze di Cornwallis, creando confusione nell'ammiraglio che non comprese che le navi, sebbene più numerose delle sue, erano inferiori per potenza di fuoco. Sulla base di questo fraintendimento, Cornwallis, che a malapena riusciva a vedere le prime navi del convoglio, ordinò al suo squadrone di avanzare verso la flotta francese. Stopford segnalò l'esatta composizione della flotta di Villaret alle 11:00 e Cornwallis, realizzando il suo errore, inviò ordini urgenti al suo squadrone di portarsi il più lontano possibile dalla linea di navigazione dei nemici. La Phaeton venne inviata avanti per prima, seguita dalla Pallas che rimase vicina alla Royal Sovereign di modo da comunicare più facilmente gli ordini di Cornwallis al resto dello squadrone. Villaret immediatamente ordinò alla sua flotta di iniziare la caccia ed i francesi inseguirono gli inglesi a sudovest nell'Atlantico, grazie a forti venti.
Alle 14:00 Villaret decise di dividere le sue forze, con una divisione inviata a nord, mentre un'altra a sud. Cornwallis bordeggiò il suo squadrone alle 06:00 ed alle 17:00, ma il piano di Villaret de Joyeuse continuava a funzionare bene e con lo spostamento dei venti alle 18:00 questo permise allo squadrone nord di portarsi in vantaggio sugli avversari, portandosi a sole 9 miglia nautiche dallo squadrone inglese. Nella notte la caccia continuò nell'Atlantico, con lo squadrone inglese che cercava di mantenere la formazione malgrado la scarsa velocità della Brunswick e della Bellerophon. Nel tentativo di alleggerire le navi e quindi di incrementare la loro velocità così da mantenerle al passo del resto dello squadrone, i capitani Lord Charles Fitzgerald e Lord Cranstoun ordinarono che le ancore, le scialuppe e tutti i prodotti in stiva fossero gettati a mare.
Nel corso della notte Villaret aveva diviso ulteriormente le sue forze, creando una divisione di tre navi di linea e cinque fregate, una divisione centrale di cinque navi di linea e quattro fregate ed un'ultima divisione di quattro navi di linea, cinque fregate e tre piccoli vascelli. Di queste forze, la prima divisione era la più vicina allo squadrone di Cornwallis ed alle 09:00 la nave guida francese Zélé iniziò a sparare contro la retroguardia inglese, costituita dalla Mars al comando del capitano Sir Charles Cotton. Cotton sparò anch'egli dalla propria nave, ma non fu in grado di impedire alla fregata francese Virginie (40 cannoni) di avvicinarsi alla sua nave sparandogli una pericolosa bordata. Il resto delle fregate francesi rimase a distanza. Vedendo anche la Bellerophon in difficoltà, Cornwallis ordinò alla Triumph ed alla Royal Sovereign di portarsi indietro e permettere alla Bellerophon di affiancarsi alla Brunswick.

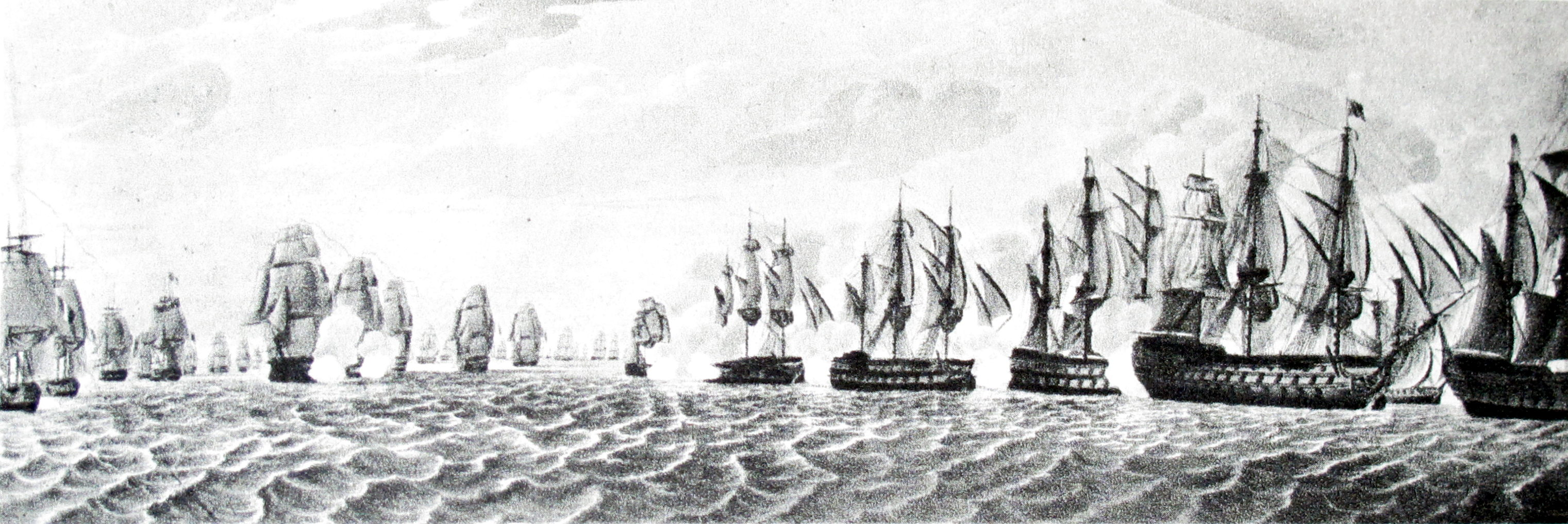
La prima fase: due squadroni che combattono l'uno contro l'altro

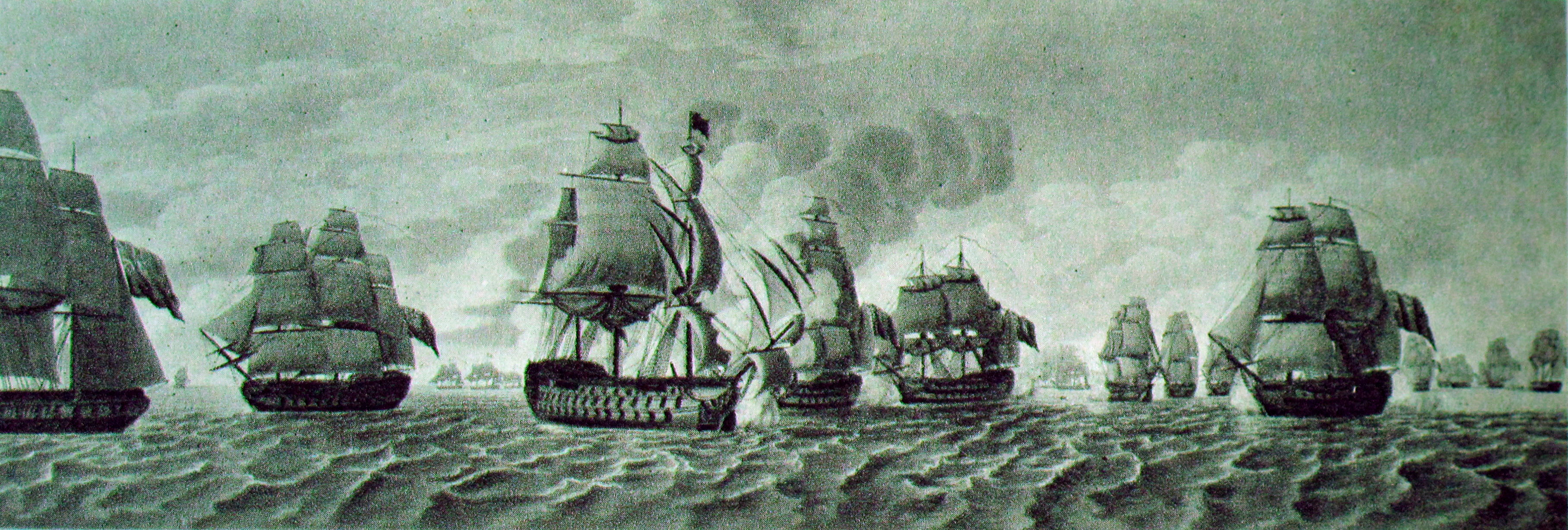
La seconda fase: i francesi attaccano la HMS Mars

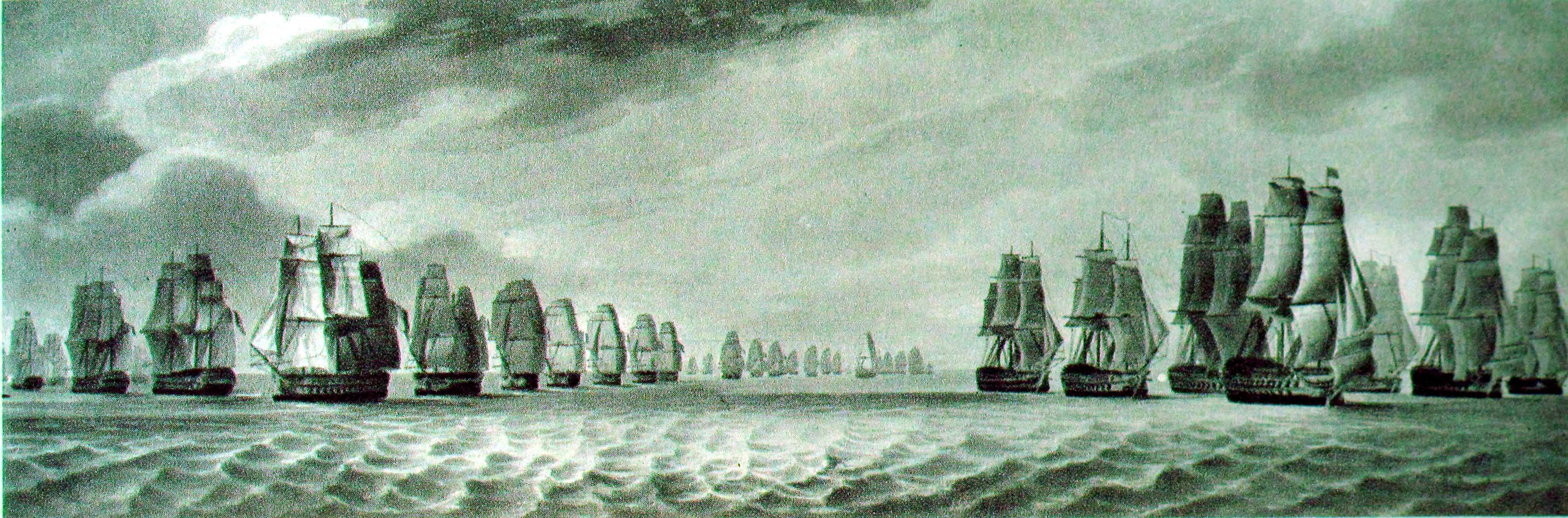
L'ultima fase: lo squadrone francese si ritira

Dopo la riorganizzazione, l'intero squadrone inglese era ora nel raggio di tiro delle navi francesi. Per facilitare la posizione di più cannoni sui loro vascelli, i capitani inglesi ordinarono ai loro uomini di riparare le loro navi. Alle 13:30 il fuoco inglese riuscì ad avere la meglio quando la Zélé dovette ritirarsi per i pesanti danni subiti, permettendo ad una seconda nave francese di prendere la sua posizione alla testa del gruppo. Questa nave, che in precedenza aveva sparato a distanza alle forze francesi per mezz'ora, aprì un fuoco pesante sulla Mars assieme ad altre navi. Questo attacco combinato danneggiò seriamente la Mars, rallentandola. La nave di Cotton era ora in condizioni di trovarsi seriamente nel bel mezzo della flotta francese e quindi di venire sopraffatta, mentre la Triumph del capitano Gower era stata anch'essa pesantemente danneggiata. Notando il pericolo in cui si trovava la sua retroguardia, Cornwallis prese la decisione più appropriata ed ordinò a Cotton di distanziarsi dai francesi e di portarsi con la Royal Sovereign a sud, recuperando poi la Triumph e la Mars, colpendo le navi francesi con delle potenti bordate della sua ammiraglia. Il fuoco pesante della Royal Sovereign causò la ritirata delle quattro navi attorno alla Mars e gradualmente il ritiro di tutta la flotta francese, pur permanendo un fuoco a distanza sino alle 18:10 quando i francesi si portarono definitivamente fuori portata dei cannoni, pur continuando ad inseguire lo squadrone inglese.
Alle 18:40, improvvisamente e senza una ragione apparente, Villaret ordinò alle sue navi di portarsi ad est, perdendo il contatto con le navi inglesi. I francesi scomparvero all'orizzonte e gli inglesi proseguirono verso ovest. Anche se l'ordine di abbandonare l'operazione sia stato in seguito molto dibattuto da storici e politici anche dell'epoca, la causa della ritirata di Villaret fu dovuta all'azione della fregata Phaeton. Dopo diverse miglia, Stopford a bordo della Phaeton aveva infatti segnalato un gruppo di navi sconosciute a nordovest, avviso seguito subito dopo dal segnale che indicava la presenza di quattro navi. Stopford si era debitamente assicurato che la flotta francese potesse vedere correttamente il segnale che stava inviando agli inglesi, così da poter trarre in inganno i propri nemici. Villaret comprese che la Phaeton doveva aver avvistato la Flotta della Manica all'orizzonte nord, una forza molto più potente di quella di cui lui disponeva. Stopford completò il quadro alle 15:00 quando fece una serie di segnali incomprensibili alla flotta inesistente prima di notificare a Cornwallis alle 16:30 che la flotta era composta da navi alleate. Egli inoltre segnalò all'inesistente flotta di unirsi a quella di Cornwallis. Villaret fece continuare l'attacco sino alle 18:00 quando si convinse che dovevano esserci in vista delle navi di un convoglio ed abbandonò pertanto la caccia.

## Conseguenze
Con i francesi lontani, Cornwallis ordinò al suo squadrone di portarsi a nord, ritornando nel Canale della Manica a Plymouth per eseguire le necessarie riparazioni. La Phaeton venne inviata avanti con dei dispacci per avvisare Lord Bridport che la flotta francese si trovava in mare ed informarlo della salvezza di Cornwallis. Ad ogni modo, Bridport era già salpato il 12 giugno con 15 navi di linea per una forza secondaria destinata a sbarcare gli inglesi e l'esercito realista francese nella Baia di Quiberon, mentre il grosso della flotta francese si trovava ancora al largo di Brest. Le navi dello squadrone di Cornwallis avevano tutte subito dei danni, in particolare la Triumph e la Mars: la Triumph dovette essere sottoposta a riparazioni estese in particolare. Lo storico Edward Pelham Brenton disse che quest'azione ispirò le progettazioni delle future navi di Robert Seppings, prevedendo una revisione della forma della poppa, predisponendovi dei cannoni per sparare alle navi che inseguissero da dietro. Le perdite furono lievi con solo 12 feriti a bordo della Mars e nessun'altra perdita nel resto dello squadrone.
La flotta francese rimase solo leggermente danneggiata e con 29 tra morti e feriti. Villaret continuò il passaggio della flotta ad est, doppiando Punta Penmarck ed entrando nella baia di Audierne al passaggio da Brest, portando la flotta francese più a sud e disperdendola lungo la linea costiera. Nei giorni successivi Villaret fu in grado di ricostituire la sua flotta a Belle Île dove Vence si trovava dall'8 giugno. Quando la flotta venne assemblata, Villaret nuovamente ordinò di salpare per riprendere la via di Brest come priorità. Alle 03:30 del 22 giugno, i francesi scoprirono il tentativo di Bridport di sbarcare l'esercito nella baia di Quiberon col proprio convoglio di navi.
In Francia, il fallimento dell'attacco di Villaret allo squadrone di Cornwallis venne osteggiato da più fronti: da un lato coloro che sostenevano l'ammiraglio dissero che i suoi capitani avevano attaccato gli inglesi deliberatamente disobbedendo agli ordini e che poi non furono in grado di manovrare adeguatamente i propri vascelli. Secondo alcuni ufficiali francesi presenti, invece, all'orizzonte nord erano effettivamente state avvistate delle navi che potevano essere quelle della flotta di Bridport e quindi la loro ritirata era stata ampiamente giustificata dalla presenza di forze preponderanti. Villaret incolpò del fallimento in gran parte il capitano Jean Magnac della Zélé, che venne accusato di essersi ritirato dal combattimento troppo presto e di aver disobbedito agli ordini. Magnac venne poi sottoposto al giudizio della corte marziale e licenziato dalla marina francese. In Gran Bretagna, la battaglia venne celebrata come una delle azioni più importanti dell'intero conflitto, atteggiamento in parte ispirato dai dispacci di Cornwallis all'Ammiragliato:
(Dispaccio ufficiale del viceammiraglio William Cornwallis, stampato sulla London Gazette del 23 giugno 1795)
Cornwallis ottenne i ringraziamenti di entrambe le camere del Parlamento inglese, ma nell'ottobre del 1795 cadde in disgrazia presso l'Ammiragliato e venne sottoposto a corte marziale ed infine censurato nel 1796 per aver abbandonato un convoglio nelle Indie Occidentali. Si ritirò in quello stesso anno dal servizio attivo, ma nel 1801 ottenne il comando dell'intera Flotta del Canale dal conte di St Vincent e per i successivi cinque anni guidò il blocco della flotta francese dell'Atlantico, in particolare durante la Campagna di Trafalgar del 1805 quando decise di inviare rinforzi della sua flotta al comando del viceammiraglio Lord Nelson. Gli storici inglesi si sono sempre dimostrati positivi nei confronti della condotta di Cornwallis e dei suoi uomini in uno scontro diseguale: nel 1825 Brenton scrisse che la ritirata di Cornwallis è "giustamente considerata una delle migliori esibizioni di coraggio unito alla freddezza che si possano trovare nella storia" mentre nel 1827 William James scrisse della "magistrale ritirata del viceammiraglio Cornwallis" nella quale "lo spirito manifestato dagli equipaggi delle differenti navi del suo piccolo squadrone, pur pressati da preponderanti forze nemiche capaci di schiacciarli, fu il perfetto spirito dei marinai inglesi di fronte al nemico." Lo storico moderno Robert Gardiner ha fatto eco a questo sentimento, annotando nel 1998 che la "'Ritirata di Cornwallis' è divenuta famosa come molte altre vere vittorie della Royal Navy."